# Calling All Dawns
Calling All Dawns — альбом в стиле классический кроссовер американского композитора Кристофера Тина, выпущенный в 2009 году. Альбом был отмечен двумя премиями «Грэмми» на 53-й церемонии вручения наград за лучший альбом в стиле классического кроссовера и лучшую инструментальную аранжировку, сопровождающую вокалиста за песню «Baba Yetu», заглавную песню компьютерной игры Sid Meier’s Civilization IV, выпущенной в 2005 году. Это стало первым случаем в истории, когда премия «Грэмми» была присуждена композиции, сочинённой для компьютерной игры.
Альбом представляет собой песенный цикл в трёх частях: день, ночь и рассвет (соответственно — жизнь, смерть и возрождение).
Альбом состоит из 12 песен на 12 различных языках. В основе большей части текстов лежат значимые отрывки из произведений мировой литературы, включая и цитаты из таких многолетних работ, как Торы, Бхагавадгиты и Рубайата Омара Хайяма, и куплеты на основе небольших произведений, например, Отче наш, пословиц народа маори и японских хайку. Столь же разнообразны использованные при записи альбома вокальные приёмы, включая оперу, ирландские причитания и африканскую хоровую музыку.
Премьера песни Kia Hora Te Marino в Великобритании прошла в Батском аббатстве 10 мая 2014 года, на концерте, организованном в поддержку Королевского британского легиона.
Стефан Эддинс с сайта AllMusic похвалил альбом за яркий и чистый инжиниринг. Описывая диск, он отметил, что хотя альбом и содержит множество элементов фолка, но «не присваивает, а предлагает музыкальные традиции стран», и хотя в его записи было использовано множество народных инструментов, «в целом запись имеет звучание пышного оркестрового саундтрека».

## Список композиций
| №   | Название                                                                    | Язык             | Длительность |
| --- | --------------------------------------------------------------------------- | ---------------- | ------------ |
| 1.  | «Baba Yetu» (уч. Soweto Gospel Choir и королевский филармонический оркестр) | суахили          | 3:30         |
| 2.  | «Mado Kara Mieru» (уч. Lia, Aoi Tada, Kaori Omura)                          | японский         | 4:45         |
| 3.  | «Dao Zai Fan Ye» (уч. Jia Ruhan)                                            | севернокитайский | 3:15         |
| 4.  | «Se É Pra Vir Que Venha» (уч. Дулсе Понтеш)                                 | португальский    | 4:14         |
| 5.  | «Rassemblons-Nous»                                                          | французский      | 4:27         |
| 6.  | «Lux Aeterna»                                                               | латинский        | 3:59         |
| 7.  | «Caoineadh» (уч. Anonymous 4)                                               | ирландский       | 5:44         |
| 8.  | «Hymn Do Trójcy Świętej» (уч. Фредерика фон Штаде)                          | польский         | 6:48         |
| 9.  | «Hayom Kadosh»                                                              | иврит            | 1:45         |
| 10. | «Hamsáfár» (уч. Sussan Deyhim)                                              | фарси            | 2:52         |
| 11. | «Sukla-Krsne»                                                               | санскрит         | 2:01         |
| 12. | «Kia Hora Te Marino»                                                        | маори            | 3:18         |